# Xibalbanus
Xibalbanus is een geslacht van kreeftachtigen uit de klasse van de Remipedia (ladderkreeftjes).

## Soorten
- Xibalbanus fuchscockburni (Neiber, Hansen, Iliffe, Gonzalez & Koenemann, 2012)
- Xibalbanus tulumensis (Yager, 1987)